# Hélène Ségara
Hélène Ségara, pseudonimo di Hélène Aurore Alice Rizzo (Six-Fours-les-Plages, 26 febbraio 1971), è una cantante francese.

## Biografia
Hélène nasce a Six-Fours-les-Plages, nel dipartimento di Varo (nella regione di Provenza-Alpi-Costa Azzurra), da padre italiano, Bernardo Rizzo, e da madre francese di origini armene, Thérèse Kasbarian. Malgrado un'infanzia trascorsa nella Costa Azzurra, la sua gioventù non è stata delle più felici, come testimonia il suo libro En aparté, scritto in collaborazione con Didier Lecat. Abbandona la casa dei genitori all'età di 16 anni e - in un periodo ancora difficile - ha il suo figlio maggiore Raphaël.
Trasferitasi a Parigi col suo bambino, si esibisce per molto tempo nei bar prima di incontrare un produttore che le offrirà una possibilità. Si tratta di Orlando, il fratello di Dalida. Resta tuttavia sotto contratto col suo primo produttore, indipendente e sconosciuto.
Prima del suo trasferimento nella capitale e del suo incontro con un grande produttore, la bella Hélène si esibiva nei bar della Costa Azzurra per potere pagare la balia per suo figlio. "I miei primi compensi passavano tutti nelle spese per la balia" dirà in seguito l'artista.
Il successo arriva poco a poco con Je vous aime adieu, singolo tratto del primo album della cantante, Cœur de verre (1996), ed il duetto Vivo per lei, interpretato con Andrea Bocelli. Hélène si vede offrire allora il ruolo di Esmeralda nella commedia musicale Notre-Dame de Paris composta da Luc Plamondon (musiche di Riccardo Cocciante) sulla base dell'opera di Victor Hugo, poco dopo la rinuncia di Noa.
Comincia un periodo di popolarità della cantante, che tuttavia è vittima di una ciste alle corde vocali che peggiora di spettacolo in spettacolo, fino alla perdita della voce durante la rappresentazione di Notre-Dame de Paris , in Canada.
Il suo produttore dell'epoca fa di tutto per rivendere il suo contratto, dal momento che alcuni specialisti prevedono per l'artista scarse o nessuna possibilità di recupero. Tuttavia, Hélène persevera e tenta con l'operazione l'ultima carta.
Orlando, che diviene il suo pigmalione, ricompra il suo contratto mentre Hélène è all'ospedale. Dopo un lungo periodo di silenzio forzato, Hélène torna in studio e registra il suo secondo album, Au nom d'une femme (2000). L'album arriva rapidamente in cima alla top 50, ottenendo un doppio disco di diamante. Hélène Ségara inizia allora un tour che dura 2 anni. Un DVD live presenta il concerto che ha tenuto all'Olympia di Parigi per questo tour. L'album ottiene numerosi riconoscimenti e vende tre milioni e mezzo di copie.
Nel marzo 2003 esce il suo nuovo album Humaine, molto più positivo del precedente che sarà anch'esso un successo, particolarmente il duetto On n'oublie jamais rien, on vit avec, cantato insieme all'italiana Laura Pausini e il titolo L'amour est un soleil, (Romano Mussumara). Riparte in tour alla fine del 2003 ma deve interromperlo forzatamente a causa di una gravidanza difficile.
Difatti, dopo lunghi anni di nubilato, Hélène Ségara ha sposato nell'agosto 2003 ad Ajaccio il figlio del giornalista Didier Lecat, Mathieu, con cui ha avuto altri due bambini: Matteo nel maggio 2003 e Maïa nell'ottobre 2004.
Dopo il suo quarto album in studio, uscito il 18 settembre 2006 con il titolo Quand l'éternité, Hélène ha realizzato altri due album di raccolte e ne è in arrivo un altro nel corso del 2008, da cui è già stato estratto un singolo, realizzato con Bruno Pelletier.
Nel 2011 dopo anni di silenzio esce finalmente il nuovo album "Parmi la Foule" preceduto dal singolo " La vie avec toi" e che include anche un duetto con suo figlio Raphael, "Le monde à l'envers".
Nel 2016 promuove il nuovo album "Amaretti" con una versione franco-italiana di Vattene amore (Tant qu'il est temps), celebre canzone di Mietta e Amedeo Minghi.

## Discografia

### Album
- 1996: Cœur de verre
- 1998: Notre-Dame de Paris
- 2000: Au Nom d'une Femme
- 2001: En concert à l'Olympia
- 2002: Hélène (in Spanish-language)
- 2003: Humaine
- 2004: Le Best of
- 2006: Quand l'éternité...
- 2007: Les 50 plus belles chansons
- 2007: Collection prestige
- 2008: Mon pays c'est la terre
- 2011: Parmi la foule
- 2016: Amaretti

### Singoli
- 1993: "Loin"
- 1996: "Je vous aime adieu"
- 1996: "Une voix dans la nuit"
- 1997: "Les Larmes" (remix)
- 1997: "Auprès de ceux que j'aimais"
- 1997: "Vivo per lei (je vis pour elle)" (duetto con Andrea Bocelli)
- 1998: "Loin du froid de Décembre" (colonna sonora da Anastasia)
- 1998: "Vivre" (dall'opera popolare Notre-Dame de Paris)
- 1999: "Les Vallées d'Irlande"
- 1999: "Il y a trop de gens qui t'aiment"
- 2000: "Elle, tu l'aimes..."
- 2000: "Parlez-moi de nous"
- 2001: "Tu vas me quitter"
- 2001: "Au nom d'une femme" (remix)
- 2001: "Mrs Jones" (Live Olympia 2000)
- 2002: "Donner tout"
- 2003: "L'Amour est un soleil"
- 2003: "Encore une fois"
- 2003: "On n'oublie jamais rien, on vit avec" (duetto con Laura Pausini)
- 2004: "Humaine"
- 2004: "On ne dit pas"
- 2004: "Ailleurs comme ici"
- 2006: "Méfie-toi de moi"
- 2007: "Rien n'est comme avant"
- 2007: "Tu ne seras jamais libre"
- 2007: "Father"
- 2008: "La Moitié de nous" (duetto con Bruno Pelletier)
- 2008: "Qu'est-ce qu'on faire avec ce monde (Sodad)"
- 2011: "La vie avec toi"
- 2017: "Tant qu’il est encore temps (Vattene amore)"